# توني غوردون
توني غوردون (بالإنجليزية: Tony Gordon)‏ هو لاعب دوري الرغبي نيوزيلندي، ولد في 1948، وتوفي في 25 مارس 2012.